# Massaker von Cavriglia
Das Massaker von Cavriglia fand in Meleto Valdarno, Castelnuovo dei Sabbioni, Massa Sabbioni, San Martino und Cavriglia Valdarno in der Gemeinde Cavriglia (⊙) statt, die in der italienischen Provinz Arezzo in der Toskana liegen. Dieses Massaker verübten Einheiten der Fallschirm-Panzer-Division 1 Hermann Göring am 4. Juli 1944 und töteten dabei 173 Menschen.

## Vorgeschichte
Ab dem 4. Juni 1944 verlief der Rückzug der Wehrmacht über die italienische Hauptstadt, die zur „offenen Stadt“ erklärt worden war, auch bis ins Gebiet von Arezzo. Die Fallschirm-Panzer-Division 1 Hermann Göring (folgend Division Hermann Göring genannt) lag zwischen Juni und Juli 1944 im Gebiet des Cavriglia-Bergbaubeckens, in dem Braunkohle abgebaut wurde, das nördlich der sogenannten Arezzo-Linie liegt. Das Gebiet von Arezzo wurde von vier Verteidigungslinien durchquert. Es waren dies die Hauptlinie, die Arezzo-Linie und die Fritz-, Ferdinand- und Franzlinie.
Seit Juni 1944 waren im Gebiet von Cavriglia mehrere Partisanengruppen aktiv. Es waren dies die Partisanen-Kompanien "Chiatti", "Castellani" und "Sinigallia", die in dem Gebiet von Cavriglia operierten, und die "Fantasma", die auch in anderen Gebieten Widerstand leistete. Die Partisanen hatten Erfolge bei ihren Angriffen, behinderten die Bewegungen der deutschen Truppen und erschossen bei ihren Attacken mehrere deutsche Soldaten. Durch das Geständnis eines Gefangenen waren den deutschen Truppen allerdings Namen und Adressen von Partisanen aus Meleto und Castelnuovo dei Sabbioni bekannt geworden.
Daraufhin plante die Führung der Wach-Kompanie und Einheiten der Division Hermann Göring einen sogenannten Bandenvergeltungsschlag. Das Massaker traf zwar kaum einen Partisanen, aber umso mehr Zivilpersonen. An der Operation beteiligt waren von der Division Hermann Göring die 4. Kompanie des Pionier-Bataillons, die Alarmkompanien „Pauke“ und „Vesuv“ und die Feldgendarmerie, des Weiteren die Wachkompanie des 76. Panzerkorps. Die deutschen Truppen teilten sich am 4. Juli in Kampfgruppen auf und gingen nach einem abgesprochenen Konzept vor.

## Massaker

### Castelnuovo dei Sabbioni
Am 4. Juli 1944 drangen gegen 7:00 Uhr morgens Truppen der deutschen Division Hermann Göring in Castelnuovo dei Sabbioni  (⊙) ein, einem Ortsteil von Cavriglia. Sie nahmen Männer gefangen und eskortierten sie an den von Soldaten bewachten Kirchvorplatz. Unter den festgehaltenen versammelten Männern befand sich auch der Priester Castelnuovos, der den diensthabenden Offizier darum bat, den Männern die Kommunion geben zu dürfen. Dies erlaubte der Offizier; anschließend ließ er um 10:00 Uhr die etwa 50 Männer an eine Mauerwand der Dorfkirche stellen. Einigen gelang bei der Aufstellung die Flucht, zwei von ihnen wurden auf der Flucht erschossen. Unmittelbar danach fand die Erschießung durch Maschinengewehre statt. Eine zweite Gruppe von etwa 30 Männern wurde auf den Platz geführt und ebenfalls erschossen. Auf die Leichen wurden Möbel aus den Nachbarhäusern geworfen, Brandbeschleuniger darüber gegossen und Feuer gelegt. 74 Männer verloren ihr Leben, darunter ein 17-jähriger Seminarist und zahlreiche ältere Menschen. Anschließend wurden die Häuser von Castelnuovo geplündert.

### Massa dei Sabbioni
Die Soldaten der Division Hermann Göring, die bereits in Castelnuovo Kriegsverbrechen begangen hatten, fuhren um 12:00 Uhr weiter nach Massa dei Sabbioni, (⊙) heute ein Vorort von Cavriglia. Dort angekommen, vertrieben sie die Frauen aus der Ortschaft. Sie sagten ihnen, dass sie lediglich drei Männer verhaften wollten. Es wurden der Pfarrer und zwei junge Männer festgenommen. Ein Flugzeug der Alliierten warf Bomben auf das Dorf, weil der Pilot die Anwesenheit deutscher Truppen bemerkt hatte. Ein junger Mann konnte in dem entstehenden Durcheinander zwischen den Explosionen fliehen. Nach dem Luftangriff töteten sie den Pfarrer sowie den anderen jungen Mann und zündeten die Leichen an.

### Meleto Valdarno
Am 4. Juli 1944 zwischen 6:00 und 6:45 Uhr drangen weitere Soldaten der Division Hermann Göring und einige italienische Soldaten in den Ortsteil Meleto Valdarno (⊙) von Cavriglia ein. Dieser Ort liegt etwa 11 Kilometer von Cavriglia entfernt. Zuvor hatten sie das Dorf umzingelt. Alle männlichen Zivilisten, einschließlich der Geflüchteten aus Nachbarorten, die sich dort befanden, wurden zusammengetrieben und beschuldigt, Partisanen zu sein. Die Frauen und Kinder aus Meleto trieben die Soldaten aus dem Ort. Die Männer wurden auf dem Dorfplatz versammelt. Der Priester des Dorfes, Don Giovanni Fondelli, der ebenfalls auf dem Platz festgehalten wurde, versuchte vergeblich, die Deutschen von ihrem Vorhaben abzubringen, und bot sein Leben als Gegenleistung an. Dies wurde abschlägig beschieden. Daraufhin spendete er den Männern die Kommunion. Nachdem er dies getan hatte, wurden die Männer in vier Gruppen aufgeteilt, zu vier unterschiedlichen Bauernhöfen gebracht und dort erschossen. Die Leichen wurden verbrannt und die Bauernhäuser geplündert.

### San Martino in Pianfranzese
Soldaten der Division Hermann Göring erreichten am 4. Juli 1944 um 5:50 Uhr San Martino in Pianfranzese und nahmen vierzehn Männer gefangen, darunter ein Pfarrer. Die Soldaten vermuteten in der Nähe Partisanen. Als in dem benachbarten Wald Bewegungen festgestellt wurden, befahl ein Offizier einem Maschinengewehrschützen, zu feuern. Später wurden vier Männer als Geiseln zum deutschen Kommandostand nach San Cipriano gebracht. Gegen 11:00 Uhr kamen die Soldaten wieder ins Dorf und töteten vier Zivilisten mit ihren Bajonetten. Deren Leichen wurden in Brand gesetzt, anschließend verließ die Truppe das Dorf wieder und setzte weitere Häuser in Brand.

## Ermittlungen
Nachdem die deutschen Truppen vor den Alliierten zurückweichen mussten, kam es zur Einleitung eines Untersuchungsverfahrens. Diese leitete Sergeant Major Crawley von der Special Investigation Branch (SIB) der Royal Military Police. Er befragte zahlreiche Überlebende und Zeugen, legte umfangreiche Akten an, protokollierte Zeugenaussagen und sammelte Fotografien und Dokumente. Am Ende des Krieges übergab die britische Regierung der italienischen Regierung eine Kopie dieser Dokumentation. In den 1990er Jahren fotokopierte der ehemalige britische Soldat Goran Nash die britische Ermittlungsakte und übergab sie dem Bürgermeister von Cavriglia.

## Gedenken
Am Rathaus von Cavriglia sind mehrere Gedenktafeln zum Andenken an die Opfer und den Widerstand angebracht.
In Castelnuovo dei Sabbioni befinden sich in der Nähe eines Sportplatzes mehrere Denkmäler, die an das Massaker erinnern. Ein Mahnmal aus Beton wurde mit Bronzereliefs befestigt. Daneben befindet sich eine Tafel mit den Namen von Opfern. Eine von dem Bildhauer Venturino Venturi geschaffene Skulptur befindet sich wenige Meter daneben, die dem Kampf der Resistenza gewidmet ist. Auf dem Friedhöfen von Castelnuovo dei Sabbioni ehrt eine Gedenkstätte die Opfer mit Namen und Porträts aus Porzellan.
In Meleto Valdarno erinnert eine Tafel in einer Gedenkstätte in einem kleinen Park an der Kirche mit den Namen der Opfer. An der Rückseite der Kirche befindet sich ein Fresko; an der Kirchenaußenmauer sind Gedenktafeln angebracht. Ein Gedenkstein mit Namen und Fotos der Opfer erinnert auf einem Friedhof an der Strada Provinciale delle miniere.
In Massa dei Sabbioni befindet sich ebenfalls eine steinerne Gedenktafel, die an den ermordeten Pfarrer und den jungen Mann erinnern.